# A Chave da Verdade
A Chave da Verdade é um texto identificado como um manual duma Igreja pauliciana (tondraciana) na Armênia. Frederick Conybeare identificou pela primeira vez o manuscrito de 1782 na Biblioteca de Valarsapate na Armênia e publicou uma tradução e edição em 1898. Conybeare defende que o texto foi um manual dos paulicianos medievais, que contem um ritual de batismo adulto com água, e uma omissão consciente da terminologia trinitária. Há consenso acadêmico que A Chave da Verdade foi usada por sectários com crenças derivadas do paulicianismo, embora estudiosos posteriores a Conybeare considerem que estas crenças podem ter evoluído desde a Idade Média.